# Varga Stúdió
A Varga Stúdió nevű magyar animációs stúdiót 1989-ben alapította Varga Csaba és Erkel András vezérigazgató. Egyike Európa kilenc vezető animációs stúdiójának.
A stúdió a nagy cégeknek bedolgozó alvállalkozásból rövid idő alatt előbb koprodukciós megbízóinak partnerévé, majd önálló műhellyé vált, saját alkotásokkal. Legtöbb produkciójukat európai országoknak gyártották, de dolgoztak már az amerikai Warner Bros. és a 20th Century Fox-nak is, továbbá az angol BBC-nek és a német ZDF-nek is. A stúdió repertoárjában éppúgy megtalálhatók a hagyományos animációs módszerek, mint a legújabb, számítógép segítségével készített, két- és háromdimenziós animációk, különleges effektek. Jó néhány Butterfinger csokoládé hirdetések elkészítésében is segédkezett, csak úgy mint néhány Simpson családos zenei klipben is, mint például a Do the Bartman vagy a Deep Deep Trouble.
A stúdió 2000-től az akkor létrejött Varga Holdings-nak, illetve annak Angliában bejegyezett tulajdonosának, a Varga Holdings Ltd.-nek alvállalkozóként végezte a rajzfilmgyártást. A 2002-es Mr. Bean rajzfilmsorozat angliai bemutatóján közel 4 milliós nézettséget ért el. A produkció költsége több mint hatmillió dollár volt.

## Csődeljárás
2005-ben csődeljárás indult a stúdió ellen. A bíróság a Varga Stúdió egyik volt munkatársának kezdeményezésére rendelte el a műhely felszámolását. Lejárt tartozásai miatt a cég ellen az APEH is végrehajtást kezdeményezett. A stúdió az anyagi nehézségek mellett azzal is küzdött, hogy a cég külföldi vezetői az olcsó, tömeges bérmunkában látták a jövőt, míg a magyar vezetők inkább több minőségi, elsősorban koprodukciós munkákat akartak vállalni.

## Produkciók
- 1990 - Baby Blues
- 1993 - Animánia
- 1993 - The Thief and the Cobbler (pótlólagosan tintával és festékkel járultak a műhöz)
- 1999 - The Animal Train (TVC-vel közösen)
- 1998 - Kipper
- 2000 - As Told by Ginger (csak a cselekmény)
- 2001 - Angelina, a balerina (csak a 2001-es sorozat)
- 2002 - Mr. Bean (animációs tv-sorozat)